# 데릭 핸슨
데릭 핸슨(Derrick Hanson, 1980년 4월 12일 ~ )은 미국의 게이 포르노의 배우이다.